# Tiro ai XXI Giochi del Commonwealth
Le competizioni di tiro a segno ai XXI Giochi del Commonwealth si sono svolte dall'8 al 14 aprile 2018.

## Medagliere
| Posiz. | Nazione          | Oro | Argento | Bronzo | Totale |
| ------ | ---------------- | --- | ------- | ------ | ------ |
| 1      | India            | 7   | 4       | 5      | 16     |
| 2      | Australia        | 3   | 5       | 1      | 9      |
| 3      | Inghilterra      | 2   | 2       | 4      | 8      |
| 4      | Galles           | 2   | 2       | 1      | 5      |
| 5      | Cipro            | 2   | 0       | 1      | 3      |
| 6      | Singapore        | 2   | 0       | 0      | 2      |
| 7      | Scozia           | 1   | 1       | 4      | 6      |
| 8      | Bangladesh       | 0   | 2       | 0      | 2      |
| 9      | Irlanda del Nord | 0   | 1       | 1      | 2      |
| 10     | Canada           | 0   | 1       | 0      | 1      |
| 10     | Isola di Man     | 0   | 1       | 0      | 1      |
| 12     | Malaysia         | 0   | 0       | 1      | 1      |
| 12     | Malta            | 0   | 0       | 1      | 1      |
| Totale | Totale           | 19  | 19      | 19     | 57     |

## Podi

### Maschile
| Evento                   | Oro                | Argento          | Bronzo               |
| 10m aria compressa       | Jitu Rai           | Kerry Bell       | Om Prakash Mitharwal |
| 10m carabina             | Dane Sampson       | Abdullah Baki    | Ravi Kumar           |
| 25m pistola fuoco rapido | Anish Bhanwala     | Sergei Evglevski | Sam Gowin            |
| 50m pistola              | Daniel Repacholi   | Shakil Ahmed     | Om Prakash Mitharwal |
| 50m carabina 3 posizioni | Sanjeev Rajput     | Grzegorz Sych    | Dean Bale            |
| 50m carabina a terra     | David Phelps       | Neil Stirton     | Kenny Parr           |
| Trap                     | Michael Wixey      | Aaron Heading    | Brian Galea          |
| Double trap              | David Mcmath       | Tim Kneale       | Ankur Mittal         |
| Skeet                    | Georgios Achilleos | Ben Llewellin    | Gareth McAuley       |

### Femminile
| Evento                   | Oro               | Argento            | Bronzo              |
| 10m aria compressa       | Manu Bhaker       | Henna Sidhu        | Elena Galiabovitch  |
| 10m carabina             | Martina Veloso    | Mehuli Ghosh       | Apurvi Chandela     |
| 25m pistola              | Heena Sidhu       | Elena Galiabovitch | Alia Sazana Azahari |
| 50m carabina 3 posizioni | Tejaswini Sawant  | Anjum Moudgil      | Seonaid McIntosh    |
| 50m carabina a terra     | Martina Veloso    | Tejaswini Sawant   | Seonaid McIntosh    |
| Trap                     | Laetisha Scanlan  | Kirsty Barr        | Sarah Wixey         |
| Double trap              | Shreyasi Singh    | Emma Cox           | Linda Pearson       |
| Skeet                    | Andri Eleftheriou | Amber Hill         | Panagiota Andreou   |

### Queen's Prize
| Evento      | Oro                       | Argento                    | Bronzo                    |
| Individuale | David Luckman             | Jim Bailey                 | Parag Patel               |
| Doppio      | David Luckman Parag Patel | Chris Watson Gareth Morris | Alexander Walker Ian shaw |